# هجرس (اسم)
هجرس هو اسم علم مذكر من أصل عربي، ومعناه هو الثعلب، ومن معانيه ولد الثعلب والدب واللئيم.

## وصلات خارجية
- موسوعة السلطان قابوس لأسماء العرب